# 30935 Davasobel
30935 Davasobel este o planetă minoră (asteroid), cu un diametru de 2,408 km, din centura de asteroizi. A fost descoperită pe 8 ianuarie 1994 la Observatorul Palomar de Carolyn S. Shoemaker și a fost numită după Dava Sobel⁠(d). 
Obiectul prezintă o orbită caracterizată de o semiaxă mare de 1,9035557 UAi, o excentricitate de 0,12, o înclinație de 27,812 ° în raport cu ecliptica.